# 硬腹四齒脂鯉
硬腹四齒脂鯉，為輻鰭魚綱脂鯉目脂鯉亞目锯脂鲤科的其中一個種。分布於南美洲亞馬遜河、奧里諾科河、巴拉圭河及巴拉那河流域，體長可達25公分，棲息在泥底質的溪流及湖泊，以魚類、昆蟲與植物為食，生活習性不明，可做為食用魚及觀賞魚。

## 扩展阅读
維基物種上的相關：硬腹四齒脂鯉